# 上枝一樹
上枝 一樹（かみえだ かずき、12月12日 - ）は、鹿児島テレビ (KTS) の社員。元同局のアナウンサー。

## 来歴
長崎県長崎市出身。長崎県立長崎西高等学校卒業、法政大学卒業。
大学を卒業後、2008年4月に長崎文化放送 (ncc) に入社し、同局のアナウンサーになる。
2011年に鹿児島テレビへ移籍し、同局のアナウンサーになる。
2021年12月をもってアナウンス部から別の部署へ異動した。

## 人物
鹿児島テレビへの移籍後、2016年3月6日に同局で放送された第1回鹿児島マラソンの中継特番『KTSスポーツスペシャル 鹿児島マラソン2016』に出演。参加ランナーたちの目線をとらえるべく、自らもカメラを片手に大会に参加し、番組の放送時間中にフルマラソンゴールを達成した。

## アナウンサー時代の担当番組
- 長崎文化放送
  - nccニュース[6]
  - スーパーJチャンネルながさき[6] - キャスター
  - トコトン・サタデー[6]
  - 東日本大震災発生の際には、ANN取材団の一員として被災地を取材。震災直後のANN特番で中継された。
- 鹿児島テレビ
  - KTSニュース
  - みんなのニュース（フジテレビ） - 2代目「みんなのふるさと」鹿児島中継担当リポーター[7][8]。コーナー終了後の2016年11月18日にも、後継コーナーである「ふるさと世界デビュー」でスタジオ出演をした。